# Autoroute A21 (Belgique)
Pour les articles homonymes, voir A21.
L'autoroute belge A21 (classée en tant qu'E34) est une des autoroutes les plus septentrionales de Belgique. Elle relie Anvers à Turnhout pour passer la frontière néerlandaise et rejoindre Eindhoven.

## Description du tracé
|    | Dénomination           | Destinations                                 | BK   |
| -- | ---------------------- | -------------------------------------------- | ---- |
|    | Échangeur de Ranst     | Autoroute Anvers − Hasselt − Liège           | 10,4 |
| 19 | Oelegem                | Oelegem, Zandhoven                           | 13,5 |
| 20 | Zoersel                | Zandhoven, Lierre, Zoersel, Malle            | 20,0 |
|    | Vorselaar              |                                              | 23,8 |
| 21 | Lille N153             | Lille, Herentals, Malle (Oostmalle)          | 27,6 |
| 22 | Beerse N132            | Beerse, Vosselaar, Merksplas, Lille (Gierle) | 32,4 |
|    | Gierle                 |                                              | 33,8 |
| 23 | Turnhout-West          | Lille (Gierle), Turnhout                     | 36,7 |
| 24 | Turnhout-Centrum       | Turnhout, Kasterlee, Geel                    | 39,4 |
|    | Oud-Turnhout           |                                              | 41,1 |
| 25 | Oud-Turnhout           | Oud-Turnhout, Retie, Mol                     | 45,3 |
| 26 | Retie                  | Retie, Arendonk                              | 49,4 |
|    | Postel                 |                                              | 57,4 |
|    | Frontière néerlandaise | Eindhoven, Venlo                             | 58,0 |

## Galerie d'images

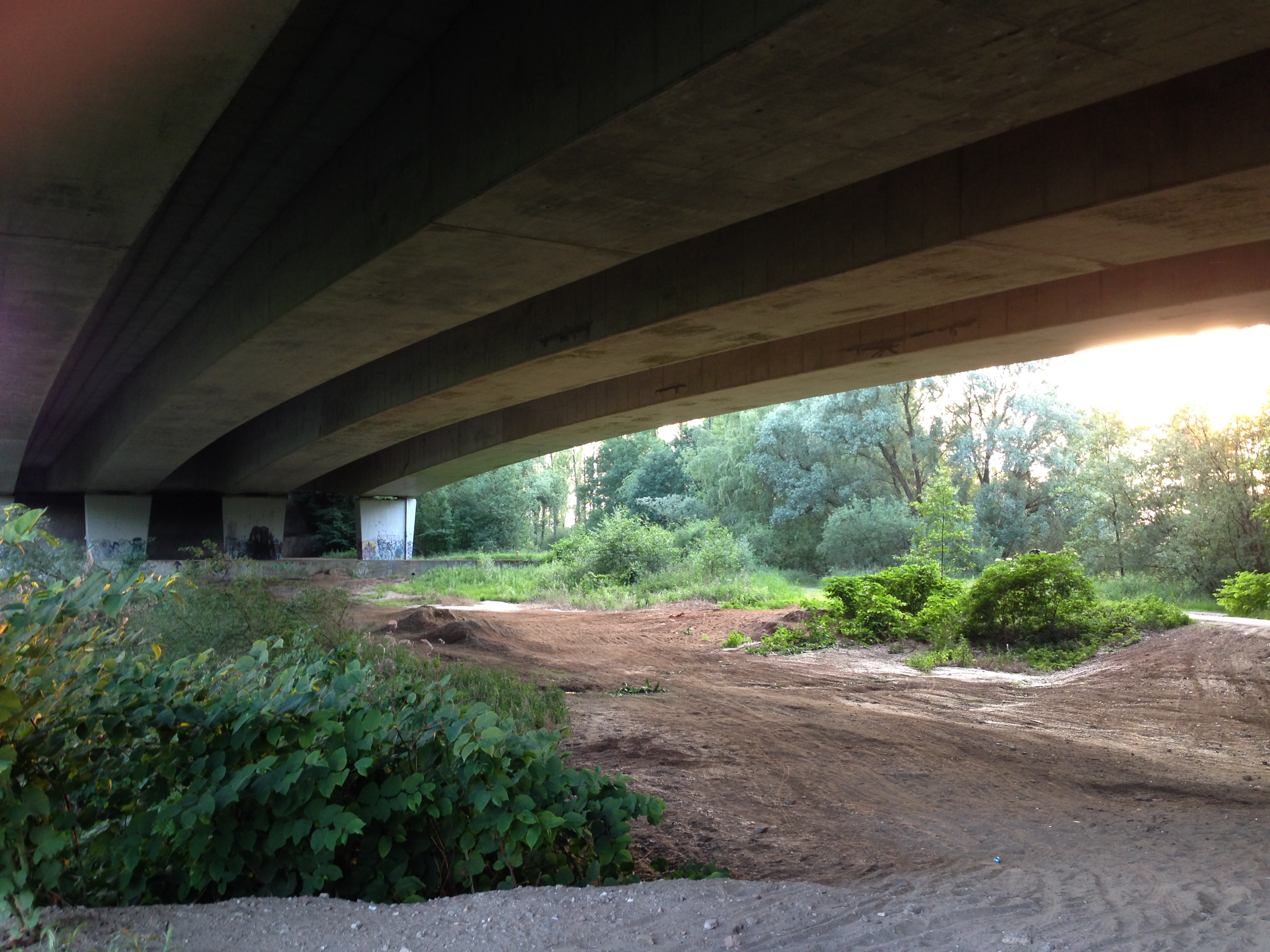
Viaduc bâti en prévision d'un ancien projet de liaison entre le canal Albert et le canal de l'Escaut au Rhin.
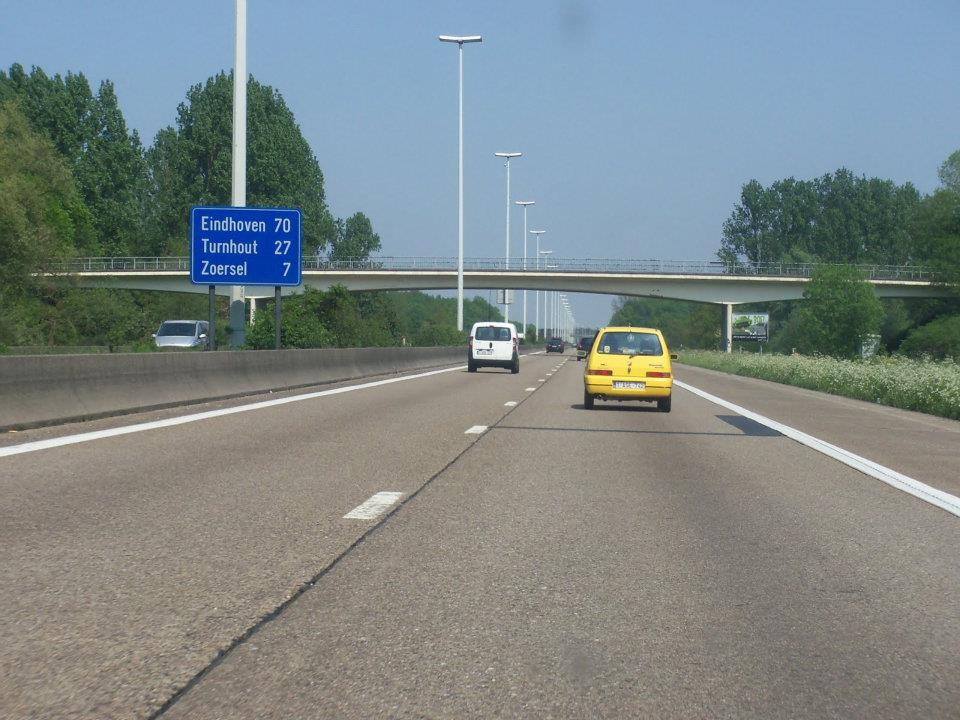
Début de l'autoroute peu après Oelegem en direction d'Eindhoven.
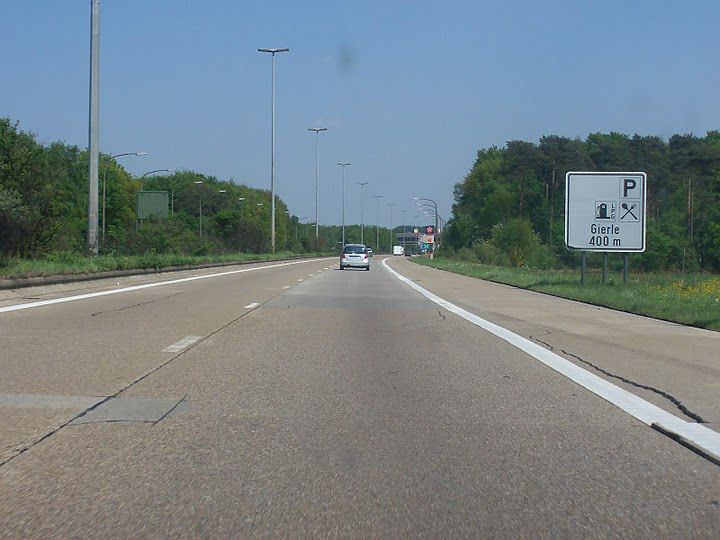
Annonce de l'aire de repos de Gierle.